# العلاقات الباربادوسية المالية
العلاقات الباربادوسية المالية هي العلاقات الثنائية التي تجمع بين باربادوس ومالي.

## مقارنة بين البلدين
هذه مقارنة عامة ومرجعية للدولتين:
| وجه المقارنة                                              | باربادوس       | مالي            |
| --------------------------------------------------------- | -------------- | --------------- |
| المساحة (كم2)                                             | 439            | 1.24 مليون      |
| عدد السكان (نسمة)                                         | 285.72 ألف     | 18.54 مليون     |
| الكثافة السكانية (ن./كم²)                                 | 65.08 ألف      | 14.95           |
| العاصمة                                                   | بريدج تاون     | باماكو          |
| اللغة الرسمية                                             | لغة إنجليزية   | لغة فرنسية      |
| العملة                                                    | دولار بربادوسي | فرنك غرب أفريقي |
| الناتج المحلي الإجمالي (بليون دولار)                      | 4.80 مليار     | 15.29 مليار     |
| الناتج المحلي الإجمالي (تعادل القوة الشرائية) بليون دولار | 4.66 مليار     | 35.69 مليار     |
| الناتج المحلي الإجمالي الاسمي للفرد دولار أمريكي          | 15.43 ألف      | 724             |
| الناتج المحلي الإجمالي للفرد دولار أمريكي                 | 16.06 ألف      | 1.60 ألف        |
| مؤشر التنمية البشرية                                      | 0.795          | 0.419           |
| رمز المكالمات الدولي                                      | +1246          | +223            |
| رمز الإنترنت                                              | .bb            | .ml             |
| المنطقة الزمنية                                           | 00             | 00              |

## منظمات دولية مشتركة
يشترك البلدان في عضوية مجموعة من المنظمات الدولية، منها:
| علم المنظمة | اسم المنظمة                                 | تاريخ انضمام باربادوس | تاريخ انضمام مالي |
| ----------- | ------------------------------------------- | --------------------- | ----------------- |
|             | مجموعة دول أفريقيا والكاريبي والمحيط الهادئ | ?                     | ?                 |
|             | مؤسسة التنمية الدولية                       | 29 سبتمبر 1999        | 27 سبتمبر 1963    |
|             | الأمم المتحدة                               | 9 ديسمبر 1966         | 28 سبتمبر 1960    |
|             | منظمة التجارة العالمية                      | ?                     | ?                 |
|             | منظمة الشرطة الجنائية الدولية               | ?                     | ?                 |
|             | المركز الدولي لتسوية المنازعات الاستشارية   | 1 ديسمبر 1983         | 2 فبراير 1978     |
|             | الاتحاد الدولي للاتصالات                    | 16 أغسطس 1967         | 21 أكتوبر 1960    |
|             | البنك الدولي للإنشاء والتعمير               | 12 سبتمبر 1974        | 27 سبتمبر 1963    |
|             | الاتحاد البريدي العالمي                     | ?                     | ?                 |
|             | منظمة حظر الأسلحة الكيميائية                | ?                     | ?                 |
|             | مؤسسة التمويل الدولية                       | 25 يونيو 1980         | 9 مايو 1978       |
|             | وكالة ضمان الاستثمار متعدد الأطراف          | 12 أبريل 1988         | 22 أكتوبر 1992    |
|             | يونسكو                                      | 24 أكتوبر 1968        | 7 نوفمبر 1960     |

## وصلات خارجية
- موقع وزارة الخارجية الباربادوسية